# Anna Schlosser-Keichel
Anna Schlosser-Keichel (* 9. Mai 1951 in Passau) ist eine deutsche Politikerin (SPD).

## Leben und Beruf

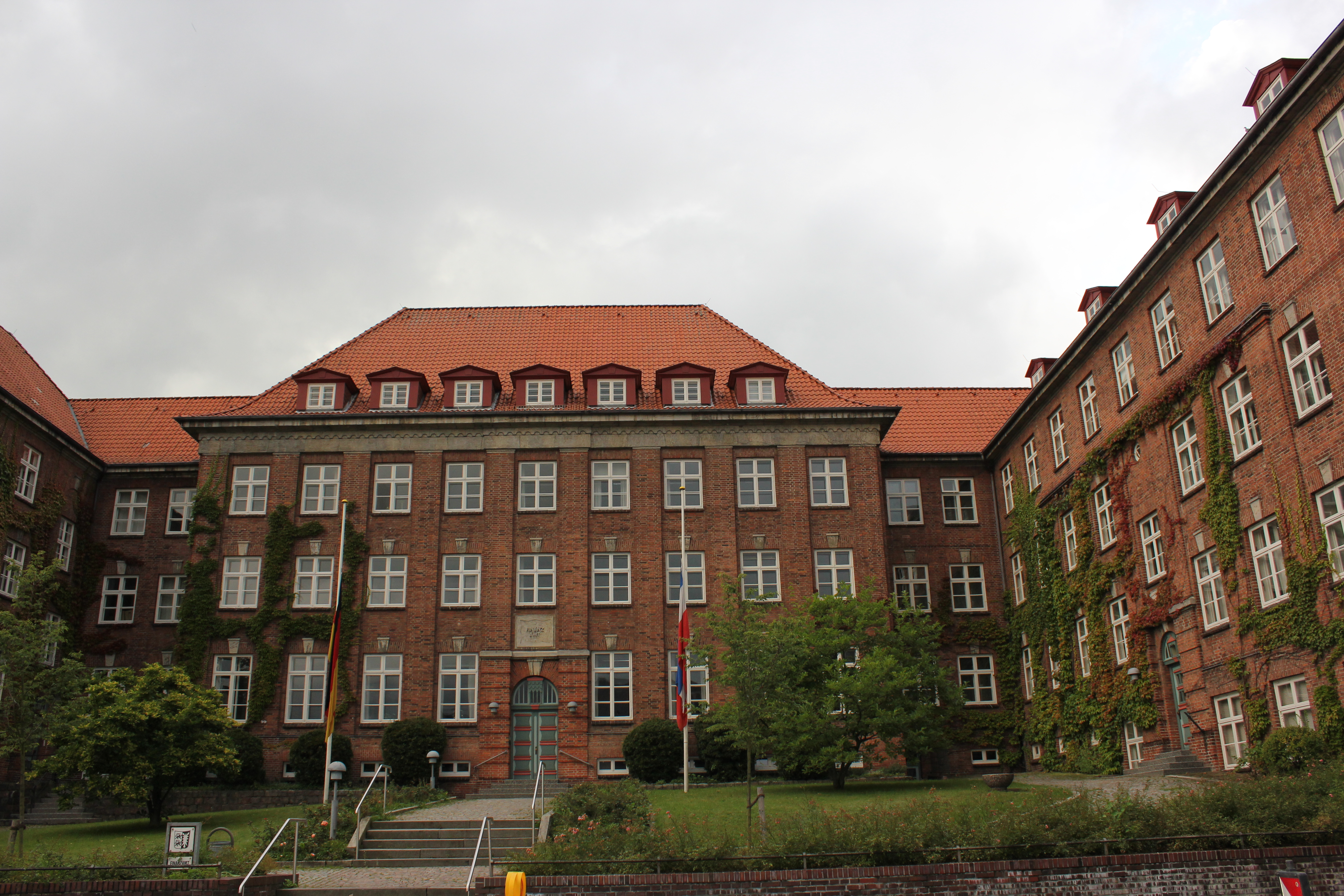
Finanzamt Flensburg

Nach der Mittleren Reife 1967 trat Anna Schlosser-Keichel als Steueranwärterin in die Bayerische Finanzverwaltung ein und legte 1969 die Prüfung zur Steuerassistentin ab. Danach war sie als Sachbearbeiterin in verschiedenen bayerischen Finanzämtern und ab 1980 zunächst beim Finanzamt Flensburg und später beim Finanzamt Schleswig tätig.
Anna Schlosser-Keichel ist verheiratet und hat ein Kind.

## Partei
Anna Schlosser-Keichel ist 1973 in die SPD eingetreten. Von 1986 bis 2006 gehörte sie dem Vorstand des SPD-Kreisverbandes Schleswig-Flensburg, seit 1992 als stellvertretende Vorsitzende, an. Von 1998 bis 2006 war sie außerdem Landesvorsitzende der Arbeitsgemeinschaft sozialdemokratischer Frauen in Schleswig-Holstein.

## Abgeordnete
Von 1978 bis 1980 gehörte sie dem Gemeinderat von Emmering und von 1986 bis 1994 der Gemeindevertretung von Jübek an. Von 1989 bis 1992 war sie außerdem Mitglied des Kreistages des Kreises Schleswig-Flensburg.
Anna Schlosser-Keichel war erstmals von 1992 bis 1996 und von 2000 bis 2009 Mitglied des Landtags von Schleswig-Holstein. Hier war sie von 1992 bis 1996 jugendpolitische Sprecherin der SPD-Landtagsfraktion. Seit 2000 war sie jugendpolitische Sprecherin und frauenpolitische Sprecherin und seit 2005 Sprecherin für den Bereich Strafvollzug.
Anna Schlosser-Keichel ist 1992 und 2000 als direkt gewählte Abgeordnete des Wahlkreises Schleswig-Nord und 2005 über die Landesliste in den Landtag eingezogen. Zur Landtagswahl 2009 kandidierte sie nicht erneut.